# مقاطعة توين مون

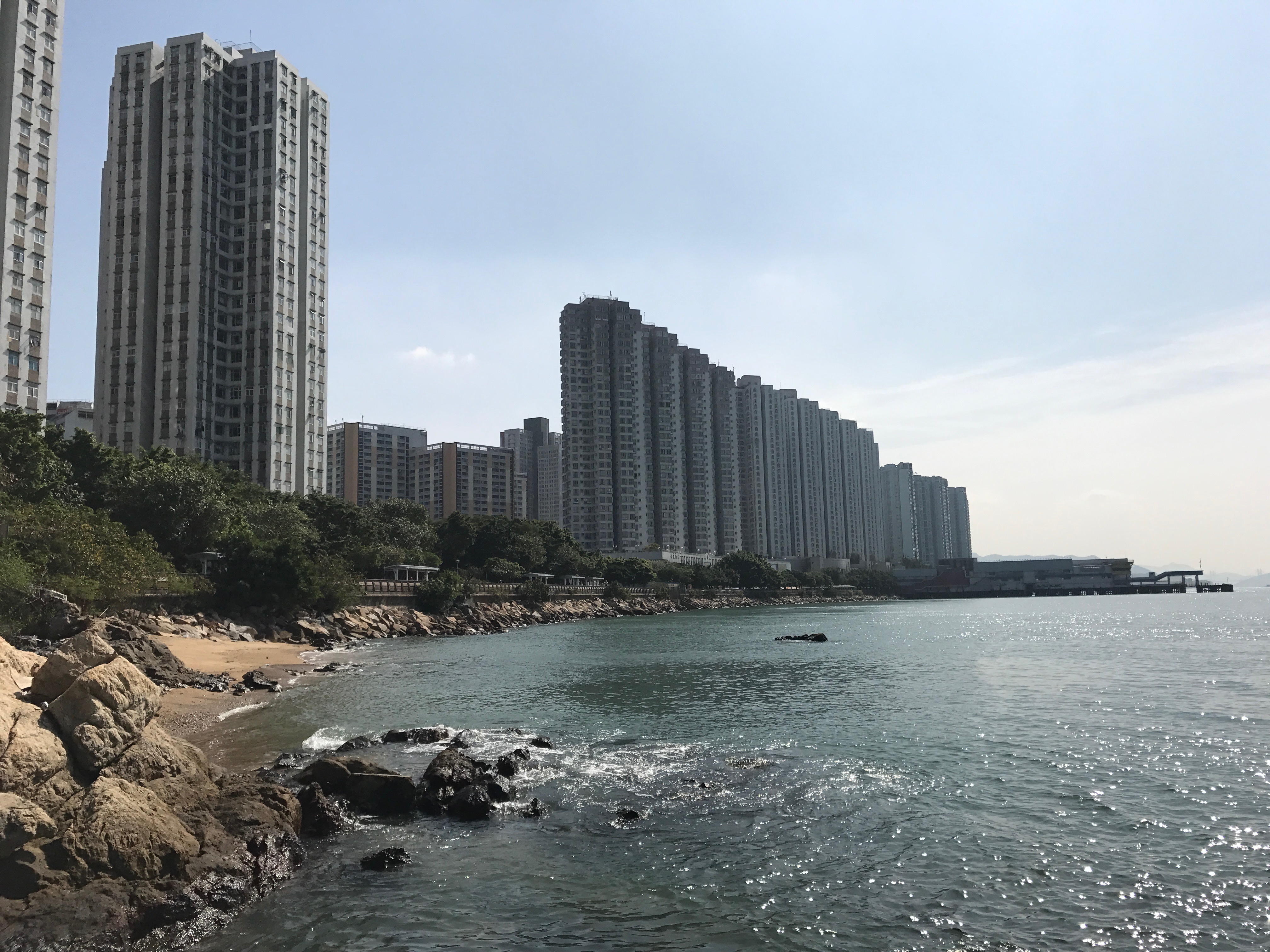
Tuen Mun

موقع مقاطعة توين مون في هونغ كونغ.

مقاطعة توين مون (بالصينية: 屯門區) هي واحدة من المقاطعات الإدارية الـ 18 في هونغ كونغ.كان اسمها 'تسينغ شان' فيما قبل وتغير الاسم في السبعينات من القرن العشرين. تقع على بعد حوالي 32 كيلومترا من شبه جزيرة كولون، 7 كم جنوب غرب يوين لونغ و 18 كيلومترا إلى الغرب من تسوين وان. بلغ عدد سكانها 290.240 نسمة في عام 2001.تعتبر المقاطعة ثاني أقل المقاطعات من حيث نسبة تعليم السكان.

## معرض صور

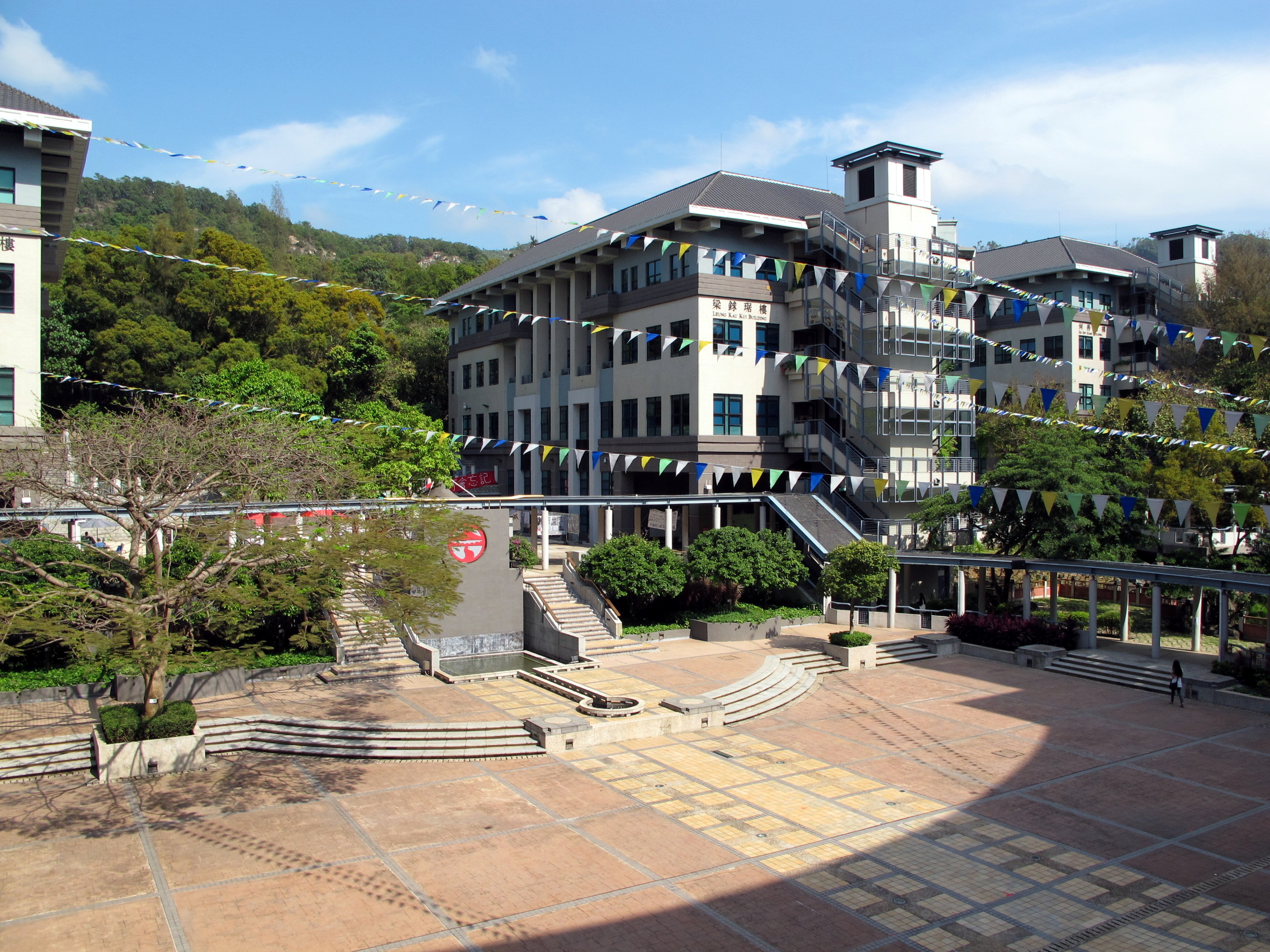
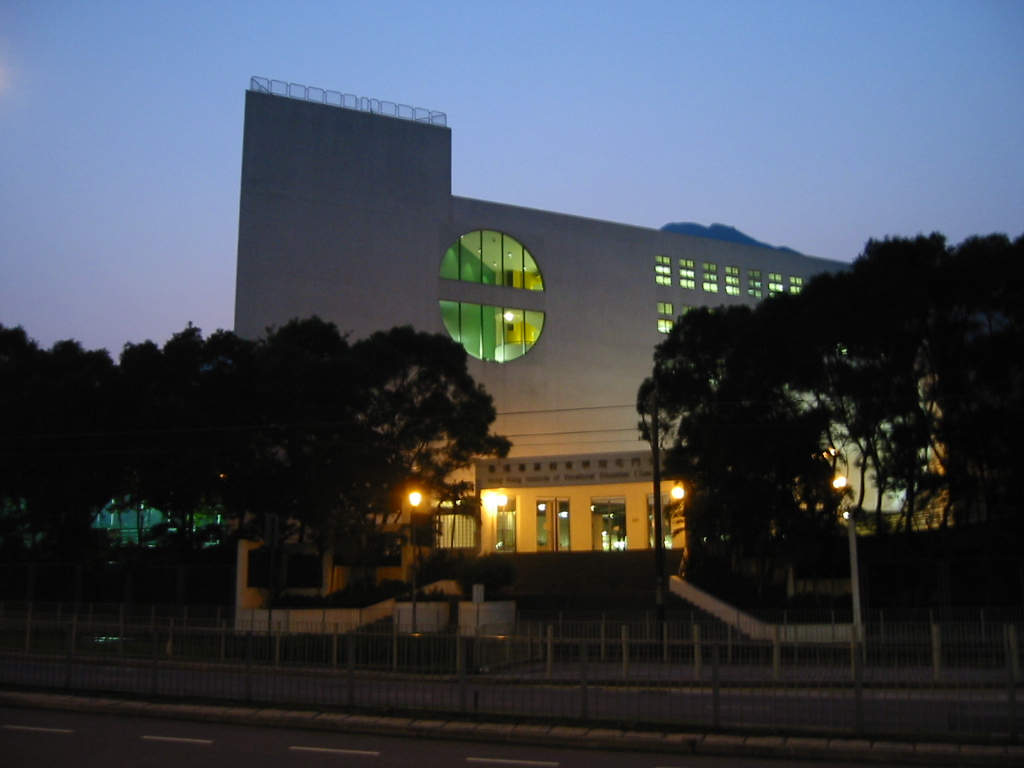
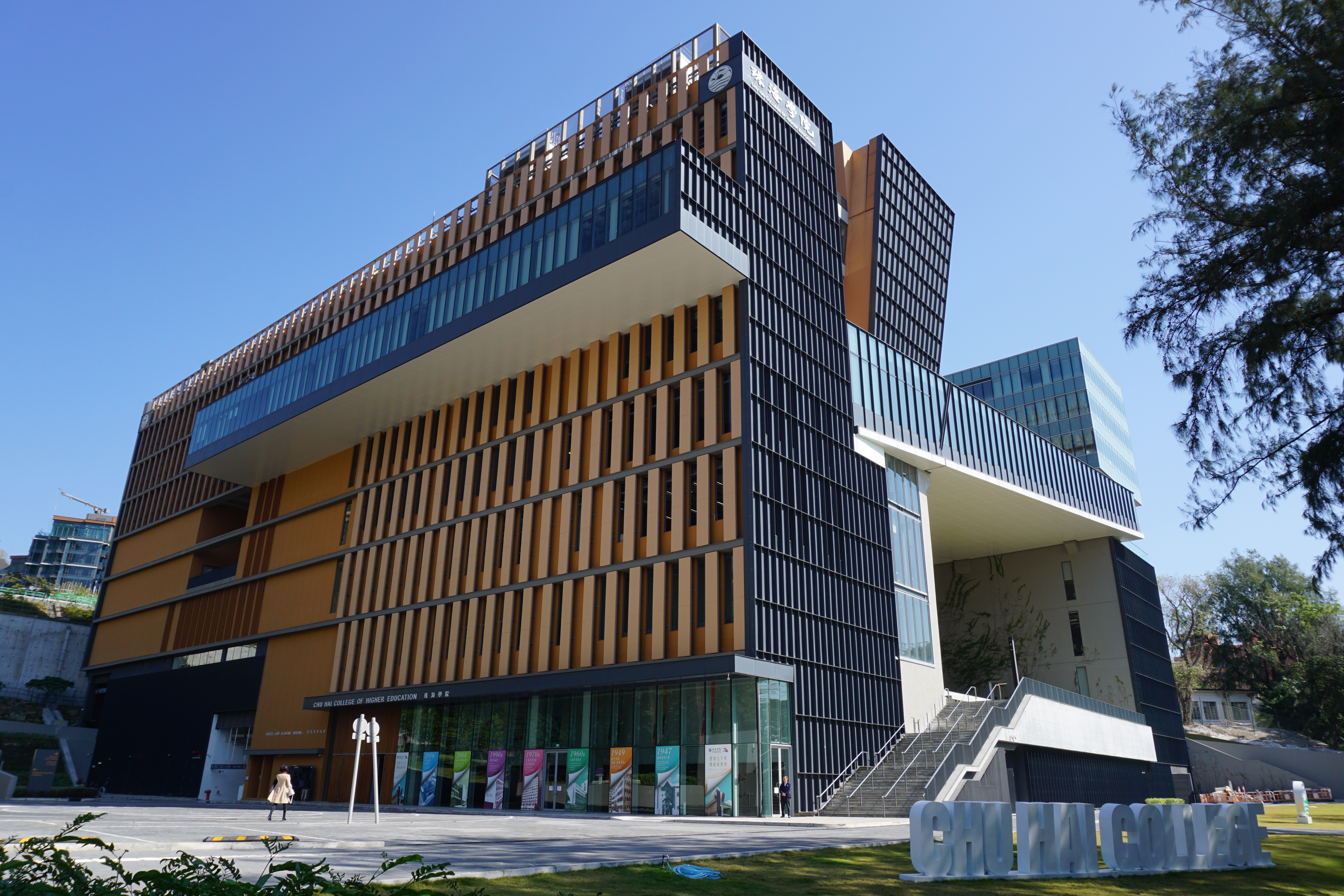

## وصلات خارجية
- مجلس مقاطعة توين مون